# Frans Kellendonk
Franciscus Gerardus Petrus (Frans) Kellendonk (Nimega, 7 gennaio 1951 – Amsterdam, 15 febbraio 1990) è stato uno scrittore olandese.

## Biografia
Studiò inizialmente all'Università cattolica di Nimega, proseguendo poi i propri studi nel Regno Unito.
Debuttò nel mondo della scrittura nel 1977 con Bouwval.
Scrisse anche una storia di fantasmi dalle atmosfere gotiche, Letter en geest. Een spookverhaal (1982).
Vinse il prestigioso premio Ferdinand Bordewijk Prijs per il romanzo semi-autobiografico Corpo mistico (Mystiek lichaam).
Nel contempo fu un attivo traduttore di opere di autori come Henry James, Thomas de Quincey, Laurence Sterne, Rudyard Kipling e Emily Brontë.
Kellendonk fu uno dei più proficui intellettuali dei Paesi Bassi del secondo novecento, noto, oltre per la dichiarata omosessualità, per le sue posizioni critiche nei confronti dell'ipocrisia borghese e nei confronti dell'arte come mero pretesto di business. Il suo stile narrativo, sempre sospeso tra l'esperienza personale e la rielaborazione del mondo circostante in continua dicotomia, sono una delle risorse principali della sua opera, caratterizzata sempre da una potente enfasi sulla forma.
Morì di AIDS a 39 anni.
Dopo la morte dell'autore è stato istituito il Frans Kellendonk Prijs.

## Opere
- 1977 - Bouwval
- 1978 - John & Richard Marriott. The history of a seventeenth century publishing house
- 1979 - De nietsnut. Een vertelling
- 1982 - Letter en geest. Een spookverhaal
- 1983 - Namen en gezichten
- 1984 - Aantekeningen uit de nieuwe wereld
- 1985 - Het werk van de achtste dag. Over de verhalen van F. Bordewijk
- 1985 - Hier schiet elk woord wortel. Amerikaanse reisbrief aan Ernst Braches
- 1986 - Mystiek lichaam. Een geschiedenis ("Corpo mistico")
- 1986 - Muren
- 1987 - De veren van de zwaan
- 1988 - Geschilderd eten
- 1989 - De halve wereld
- 1992 - Het complete werk
- 2010 - 'Je eigen gezicht is het enige gezicht dat je zelf nooit zult zien.' Uit de dagboeken van Frans Kellendonk, in: De Revisor. Jaarboek voor nieuwe literatuur 1 (2010), p. 7-23